# Wrexham Futsal Club
Il Wrexham Futsal Club è una squadra gallese di calcio a 5 con sede a Wrexham.

## Storia
Ha vinto tre  titoli nazionali (2012-2013 e 2013-2014, 2016-17)

## Rosa
| N. |                        | Ruolo | Calciatore           |
| -- | ---------------------- | ----- | -------------------- |
| 1  | Galles (bandiera)      | Por   | Jon Mapp             |
| 2  | Galles (bandiera)      | Piv   | Alex Ramsey          |
| 3  | Galles (bandiera)      |       | Matt Williams        |
| 4  | Inghilterra (bandiera) |       | Chris Sheehan Junior |
| 5  | Inghilterra (bandiera) |       | Noel Brandley        |
| 6  | Galles (bandiera)      |       | Paul Maddison        |
| 7  | Galles (bandiera)      |       | Naim Arsan           |
| 8  | Inghilterra (bandiera) | Att   | Kyle Ferguson        |

| N. |                        | Ruolo | Calciatore    |
| -- | ---------------------- | ----- | ------------- |
| 9  | Galles (bandiera)      |       | Tom Allen     |
| 10 | Polonia (bandiera)     | Piv   | Arti Ruminski |
| 11 | Galles (bandiera)      |       | Adam Williams |
| 12 | Inghilterra (bandiera) |       | Ed Bryers     |
| 13 | Galles (bandiera)      |       | Ian Dobson    |
| 14 | Galles (bandiera)      |       | Mike Corren   |
| 15 | Inghilterra (bandiera) | Por   | Elliot Brown  |
| 16 | Galles (bandiera)      | Por   | Jake Mellor   |

## Palmarès
- Campionati gallesi: 3
2012-2013, 2013-2014, 2016-2017